# Vercurago
Vercurago (lombardul: Vercüragh) település Olaszországban, Lombardia régióban, Lecco megyében. Lakosainak száma 2733 fő (2023. január 1.). Vercurago Calolziocorte, Erve, Garlate, Lecco és Olginate községekkel határos.

## Népesség
A település lakossága az elmúlt években az alábbi módon változott:
| Lakosok száma | 2829 | 2818 | 2733 |
|               | 2017 | 2018 | 2023 |